# Congonhas
Congonhas (Congonhas do Campo) is een historische gemeente in de Braziliaanse deelstaat Minas Gerais. De gemeente telt 48.723 inwoners (schatting 2009). De gemeente grenst aan Belo Vale, Conselheiro Lafaiete, Jeceaba, Ouro Branco, Ouro Preto en São Brás do Suaçuí. Congonhas ligt op 90 kilometer ten zuiden van Belo Horizonte, hoofdstad van de staat Minas Gerais.
Deze gemeente is vooral toeristisch bekend voor zijn basiliek (Santuário do Bom Jesus do Matosinhos) of Heiligdom van Bom Jesus do Congonhas met de zeepstenen beelden van de 12 profeten uit het Oude Testament, in opdracht van de Portugese avonturier Feliciano Mendes. De beelden werden tussen 1800 en 1805 gemaakt door de Braziliaanse barokbeeldhouwer Aleijadinho. De basiliek met de beelden behoren tot het UNESCO werelderfgoed (zie: werelderfgoedlijst) sinds 1985.

## Verkeer en vervoer
De plaats ligt aan de radiale snelweg BR-040 tussen Brasilia en Rio de Janeiro die de plaats ook verbindt met Belo Horizonte.